# Mesosa atrostigma
Mesosa atrostigma är en skalbaggsart som beskrevs av J. Linsley Gressitt 1942. Mesosa atrostigma ingår i släktet Mesosa och familjen långhorningar. Inga underarter finns listade i Catalogue of Life.